# Aftartodócetas
Os Aftartodócetas (em latim: Aphthartodocetae, do em grego: ἄφθαρτος; romaniz.: aphthartos - "incorruptível" + δοκεῖν: "dokein" - "parecer") eram membros de um grupo ortodoxo oriental do século VI. Seu líder, Juliano, bispo de Halicarnasso, ensinava que o corpo de Cristo sempre foi incorruptível, o que também o colocava em conflito com outro ortodoxo oriental, Severo de Antioquia, que insistia que o corpo de Cristo se tornou incorruptível apenas apos a ressurreição. 

## História
Em 564, o imperador Justiniano adotou os principais princípios dos aftartodócetas e tentou elevar seus princípios ao estatuto de ortodoxia doutrinária e dogma. O patriarca de Constantinopla Eutíquio, que tinha presidido o quinto concílio ecumênico, resistiu aos desejos de Justiniano argumentando a incompatibilidade das crenças dos aftartodócetas com as escrituras. Eutíquio foi exilado de sua sé episcopal pelo imperador e substituído por João III. O patriarca de Antioquia Anastácio também foi ameaçado com o mesmo destino. Justiniano então preparou um édito para forçar estes princípios entre as comunidades por todo o Império Bizantino, mas a sua publicação foi interrompida com a súbita morte do imperador em novembro de 565, durante seu trigésimo-nono ano de reinado.